# Les Irois
Les Irois (Lèziwa en créole haïtien) est une commune d'Haïti, située dans le département de Grand'Anse, arrondissement d'Anse-d'Ainault.

## Géographie
La commune des Irois est située à l'extrême pointe de la péninsule de Tiburon.

## Démographie
La commune est peuplée de 23 374 habitants(recensement par estimation de 2015).

## Administration
La commune est composée des sections communales de :
- Garcasse (dont le quartier « Carcasse »)
- Matador (ou Jorgue)
- Belair

## Histoire
Les Irlandais ayant quitté leur île, au cours des XVIe siècle, XVIIe siècle et XVIIIe siècle. Ils étaient très souvent appelés "Irois" ou "hibernois", notamment dans les registres paroissiaux, actes de baptêmes et mariages du XVIIe siècle. Les "Oies sauvages (jacobites) désignait le cas très particulier des officiers supérieurs appartenant au Jacobitisme, réfugiés en France et en Espagne.
La présence de ce toponyme dans la Caraïbe s'explique par la migration massive d'Irlandais dans les années 1630, bien avant la conquête de l'Irlande par Oliver Cromwell en 1649. Le mythe de milliers d’enfants irlandais « kidnappés pour aller travailler dans des plantations » par une prétendue proclamation royale de 1652, propagé  par les suprémacistes blancs, a lui été dénoncé par le New York Times en 2017. 
Comme Saint-Christophe, la Barbade n’était « pratiquement pas occupée par les redoutables Indiens Caraïbes », les deux îles devenant le « point central de débarquement de cargaisons entières d’engagés recrutés pour l’essentiel en Irlande », chassés par la misère, bien avant « les persécutions religieuses de Cromwell ». Résultat, vers 1650, « plus de la moitié de la population blanche des Antilles anglaises était constituée d'Irlandais », cultivant le tabac ou même le sucre, inquiétant l’Assemblée de la colonie, qui vote un texte  « interdisant le 29 août 1644 tout nouveau débarquement de domestiques irlandais » peu avant le décollage de la culture du sucre dans l'île, qui va chasser les Irlandais. 
La Barbade comptait 36600 habitants blancs dont près de 11200 propriétaires en 1645, l’apogée de la population blanche, sur moins de 40500 hectares cultivables en tabac. Les plus pauvres partirent les premiers dans d'autres îles, en vendant leurs terres, quand ils en avaient, beaucoup devenant boucaniers à l'île de la Tortue et d'autres sites. Dans ses récits d'aventure, Alexandre Olivier Exquemelin, chirurgien des boucaniers, écrit en 1678 que « tout le monde en Europe fume le tabac », dans les années 1660 principale ressources de Saint-Domingue avec le cacao, celui de l'île de la Tortue « surpassant en bonté » tous les autres, tandis que la canne a sucre y est « d'une grosseur extraordinaire ». Entre 1643 et 1647, près de 1200 Barbadiens émigrèrent en Nouvelle Angleterre et 600 à Trinidad et Tobago. De 1646 à 1658, la Virginie et le Surinam en attirèrent 2400.
Une "Baie des Irois" existe aussi sur l'île de Marie-Galante, où des boucaniers sont notés dans les correspondances de 1645,. Le beau-père de Louis XIV, Constant d'Aubigné (1585-1647), père de la marquise Françoise de Maintenon et éphémère gouverneur de Marie-Galante a eu affaire aux "Irois" selon une recherche de Louis Merle. L'auteur estime que Constant d'Aubigné et sa famille ont bien vécu dans une plantation à Marie-Galante avant d'être contraints par des attaques menées par des "Irois" (Irlandais) de fuir pour la Martinique à l'automne 1945, où ils ont loué une maison et vécu près du village du Précheur, puis pour l'île de St-Christophe d'où la famille repartit pour France fin 1646,. Constant d'Aubigné avait en effet reçu le 31 mars 1645, une commission de gouverneur de Marie-Galante pour trois ans, afin d'"habitur" l'île, alors qu'il avait déjà, d'après un acte notarié du 19 avril 1644, installé aux îles sa femme et ses trois enfants, dont Françoise, âgée de 9 à 10 ans. La présence des Irois, qui constituait une menace pousse sa femme à repartir à la Martinique alors qu'il est repartie en France.  
Alexandre Olivier Exquemelin rapportait des faits sans en avoir été  le témoin, selon le temoignage probablement pastiche de Louis-Adhémar-Thimotée Le Golif, qui le critique dans ses Cahiers. Exquemelin écrit en 1678, selon la légende de la fin des 1660, que Cromwell a en 1949 « vendu plus de dix mille Écossais et Irlandais pour envoyer à la Barbade (...) il s'en sauva un jour plein un navire, que le courant apporta à Saint-Domingue et les vivres leur manquant, ne sachant pas où ils étaient, ils périrent tous par la faim, leurs os se voient encore proche du cap Tiburon en un lieu que l'on nomme l'Anse aux hibernois », toponyme en réalité celui de la "pointe de l'Irois", qui apparaît au même lieu sur une carte de Saint-Domingue de 1741 .
C'est en réalité à partir du même cap Tiburon, dans la commune voisine de Tiburon (Haïti), tout au bout de la Péninsule de Tiburon (Haïti), qu'une quinzaine d'années plus tôt, en 1670, le pirate Henry Morgan donna rendez-vous aux Aventuriers, tant Français qu'Anglais de la Jamaïque. Parmi l'équipée de 1 846 hommes répartis en 35 navires figurait un quart de français, 520 homme embarqués sur huit navires français, preuve que le Saint-Domingue des années 1660 allait au delà de l'Ile de la Tortue et des rivages l'environnant. 
En 1798, apparaissent pour la première fois à la Jamaïque la famille de planteurs des Espeut qui vient des Irois. Guillaume-François Espeut possèdait au quartier de Jérémie cinq habitations pour une valeur de 156800 francs. Les historiens ont repéré quatre autres Espeut à la Jamaïque.

## Transports
Jusque dans les années 1980, la commune n'était accessible qu'en bateau. Depuis une route relie la ville au reste de Haïti.

## Économie
L'économie locale repose sur la culture du cacao,la pêche et l'élevage.